# Fear, Stress & Anger
Fear, Stress & Anger is een Britse sitcom met Peter Davison en Pippa Haywood. De eerste uitzending was van 22 februari tot en met 29 maart 2007 op BBC 2, en is geschreven door Michael Aitkens. Ongewoon voor een sitcom is er geen studio  met publiek of een lachband in gebruik genomen. 
In Nederland werd het in 2007 uitgezonden door Comedy Central.

## Rolverdeling
- Peter Davison als Martin Chadwick
- Pippa Haywood als Julie Chadwick
- Georgia Moffett als Chloe Chadwick
- Daisy Aitkens als Lucy Chadwick
- Eileen Essell als Gran
- Jeff Rawle als Duncan Amis
- Suzanne Burden als Sarah Amis
- Katherine Parkinson als Gemma